# Kabinett Kühn II
Das Kabinett Kühn II bildete vom 28. Juli 1970 bis 4. Juni 1975 die Landesregierung von Nordrhein-Westfalen.
| Amt                                    | Name                                                                                  | Partei | Partei |
| -------------------------------------- | ------------------------------------------------------------------------------------- | ------ | ------ |
| Ministerpräsident                      | Heinz Kühn                                                                            |        | SPD    |
| Stellvertreter des Ministerpräsidenten | Willi Weyer                                                                           |        | FDP    |
| Inneres                                | Willi Weyer                                                                           |        | FDP    |
| Finanzen                               | Hans Wertz                                                                            |        | SPD    |
| Justiz                                 | Josef Neuberger (bis 12. September 1972) Diether Posser (ab 12. September 1972)       | SPD    |        |
| Kultus                                 | Fritz Holthoff (bis 8. Dezember 1970) Jürgen Girgensohn (ab 8. Dezember 1970)         | SPD    |        |
| Ernährung, Landwirtschaft und Forsten  | Diether Deneke                                                                        | SPD    |        |
| Bundesangelegenheiten                  | Diether Posser (bis 12. September 1972) Friedrich Halstenberg (ab 12. September 1972) | SPD    |        |
| Wirtschaft, Mittelstand und Verkehr    | Horst Ludwig Riemer                                                                   |        | FDP    |
| Wissenschaft und Forschung             | Johannes Rau                                                                          |        | SPD    |
| Arbeit, Gesundheit und Soziales        | Werner Figgen                                                                         | SPD    |        |